# Carl Oberg
Carl Albrecht Oberg (Amburgo, 27 gennaio 1897 – Flensburgo, 3 giugno 1965) è stato un generale tedesco delle SS, che ha prestato servizio durante la seconda guerra mondiale come Capo della Polizia e delle SS in Francia. Oberg è stato responsabile della deportazione di oltre 40.000 ebrei francesi; dopo la guerra è stato condannato a morte per due volte da due differenti corti, ma, nonostante ciò, nel 1958 la condanna a morte è stata convertita nella prigione a vita e successivamente ridotta a 20 anni di lavori forzati. Oberg è stato graziato e messo in libertà il 28 novembre del 1962.

## Biografia
Oberg si è iscritto al Partito nazista il 1º aprile 1931 e alle SS il 7 aprile 1932. Dopo aver incontrato Reinhard Heydrich nel maggio 1933, ha chiesto a quest'ultimo un impiego ed è entrato a far parte della SD (il servizio di sicurezza delle SS). Oberg è stato in seguito promosso al grado di Oberführer (Generale di brigata) è nominato amministratore della polizia di Hannover. Ha servito in tale ruolo dal settembre 1938 al gennaio 1939. In seguito, Oberg ha servito come presidente della polizia di Zwickau fino alla fine del 1941. Ha servito come Capo della Polizia e delle SS dall'agosto del 1941 al maggio del 1942. È stato promosso a Brigadeführer (Maggior generale) il 20 aprile del 1942.
Dal maggio del 1942 al novembre del 1944, ha servito come Capo della Polizia e delle SS in Francia inclusa la Gestapo locale, e in tale veste si è reso responsabile delle deportazione degli ebrei francesi e della lotta contro la Resistenza francese. Ha anche gestito il Rastrellamento del Velodromo d'Inverno nel 1942. Da questo momento, gli è stato affibbiato il soprannome di "macellaio di Parigi". su ordine di Reinhard Heydrich ha fatto deportare oltre 40.000 ebrei francesi con la collaborazione della polizia della Francia di Vichy comandata da René Bousquet.
Dal 1943, ciò nonostante ha iniziato a criticare alcuni degli ordini di Heinrich Himmler e di Hitler. Il 18 gennaio del 1943 Himmler ha richiesto una "pulizia" di Marsiglia, con 100.000 arresti e la demolizione del quartiere della malavita della città. Lavorando con la Polizia di Vichy di René Bousquet, ha supervisionato una risposta "minimalista" agli ordini di Himmler, con 6000 arresti, 20.000 persone sfollate e la parziale distruzione dell'area portuale della città. Nel 1944 ha anche bloccato un tentativo di istituire in Francia un Einsatzkommando delle Waffen-SS.
È stato infine arrestato dalle autorità militari statunitensi nel giugno del 1945 e condannato a morte da una corte britannica, e in seguito anche da una corte francese nell'ottobre del 1954. Nel 1958 la sentenza è stata commutata nel carcere a vita dal presidente francese René Coty, e in seguito a 20 anni di lavori forzati. Infine Oberg è stato graziato dal presidente Charles de Gaulle e messo in libertà il 28 novembre del 1962.